# یه‌وا بگلاریان
یه‌وا بگلاریان ( انگلیسی: Eve Beglarian؛ زادهٔ ۲۲ ژوئیهٔ ۱۹۵۸) آهنگساز سبک موسیقی کلاسیک ارمنی‌تبار اهل ایالات متحده آمریکا است.  موسیقی وی اغلب به‌عنوان پست مینیمالیسم شناخته می‌شود. وی ال‌جی‌بی‌تی است. موسیقی مجلسی، کر و ارکستری وی به صورت وسیع درخواست و توسط Los Angeles Master Chorale تمامی ستارگان en:Bang on a Can مرکز موسیقی مجلسی انجمن لینکلن، ئی‌ای‌آر یونیت کالیفرنیا، گروه ارکستر سنت لوکس، گروه موسیقی پل درشر و ارکستر آهنگسازان آمریکایی اجرا شده‌است.

## زندگی‌نامه
وی در ۲۲ ژوئیه ۱۹۵۸ در ان آربر، میشیگان به دنیا آمد و از دانشگاه پرینستون و دانشگاه کلمبیا فارغ‌التحصیل گشت. وی همچنین برنده جوایزی همچون جایزه بنیاد هنرهای معاصر رابرت راشنبرگ شد.